# Pave Evaristus
Evaristus var pave fra omkring 97 til 105 eller fra 99 til 108 ifølge Vatikanstatens Annuario Pontificio. Han er også kendt som Aristus.
Meget lidt er kendt om Evaristus. Ifølge Liber Pontificalis kom han fra en familie af græsk oprindelse og søn af en jøde. Han blev valgt som pave under Kejser Domitians regeringstid under den kristne forfølgelse.
Evaristus lagde fundamentet til kardinalkollegiet, der senere skulle blive ansvarligt for pavevalgene. Han er traditionelt betragtet som en martyr, men der findes ingen historiske beviser, der kan understøtte betragtningen. Hans minde- eller festdag er den 26. oktober